# Dietrich Freydank
Dietrich Freydank (* 29. Juni 1928 in Friedersdorf bei Bitterfeld; † 5. Oktober 1999 in Halle (Saale)) war ein deutscher Slawist.

## Leben
Dietrich Freydank studierte Slawistik, Germanistik und Indogermanistik an der Martin-Luther-Universität Halle-Wittenberg und promovierte 1957 mit der Arbeit Die Ortsnamen des Kreises Bitterfeld.
1969 wurde er dort mit der Arbeit Leitwörter bei A. M. Kurbskij habilitiert.
1981 wurde er außerordentlicher Professor im Fachbereich Sprach- und Literaturwissenschaften der  Martin-Luther-Universität Halle-Wittenberg. 
1992 erfolgte dort seine Berufung zum ordentlichen Professor für slawische Philologie. 1990/91 hatte er eine Gastprofessur an der Georg-August-Universität Göttingen inne. 1994 wurde er emeritiert.
Seine Forschungsschwerpunkte reichten von slawischer Onomastik und linguistischen Problemen der russischen Gegenwartssprache bis zur slawischen Sprachgeschichte, Altbulgaristik, altrussischen Literatur und Quellenforschung.
Dietrich Freydank veröffentlichte neben den unten aufgeführten Monographien zahlreiche Aufsätze und Rezensionen zur slawischen Philologie, vorwiegend in der Zeitschrift für Slawistik.

## Werke
- Ortsnamen der Kreise Bitterfeld und Gräfenhainichen, Berlin 1962
- Die Ortsnamen des Bernburger Landes (mit K. Steinbrück), Halle 1966
- Geschichte der russischen Literatursprache (mit W. Boeck, Chr. Fleckenstein), Leipzig 1974
- Altrussische Heiligenleben (mit Konrad Onasch), Leipzig 1977
- Über Poesie und Weiteres oder Das Komma im Frack und anderes (Herausgegeben von H.-G. Werner in Zusammenarbeit mit D. Freydank, K. Krolop und R. Noack), Halle-Leipzig 1981
- Rauchspur der Tauben. Radziwill-Chronik (Aus dem Altrussischen übertragen und herausgegeben von H. Graßhoff, D. Freydank und G. Sturm unter Mitarbeit von J. Harney), Leipzig und Weimar 1986
- Das Väterbuch des Kiewer Höhlenklosters (Herausgegeben von D. Freydank und G. Sturm), Halle 1988
- Auf Gottes Geheiß sollen wir einander Briefe schreiben (Herausgegeben von D. Freydank), Wiesbaden 1999

## Festschrift für Freydank
- Swetlana Mengel (Hg.): Myslaščju svobod'no imen'm' i nravom': zu Ehren von Dietrich Freydank. Münster/Hamburg/London: Lit-Verlag 2000, (Hrsg. unter Mitarbeit von Thomas Daiber, Slavica varia Halensia, Bd. 6), ISBN 3-8258-5185-0.
- Gottfried Sturm: Dietrich Freydank zum Gedenken, in: Zeitschrift für Slawistik, Volume 45, Heft 1 (2000): 116–117.